# Püspöki csata
A püspöki csatában 1704. április 21-én ütközött meg a kuruc sereg a dán sereggel. A kurucokat Ocskay László és Pekry Lőrinc vezette Trampe Frigyes dán őrnagy és Viard Péter német ezredes ellen.
A mai Pozsonypüspökinél megtámadott 1400 dán katona annak a segédhadnak a kötelékébe tartozott, amelyet IV. Frigyes dán király küldött Lipót császárnak a franciák elleni háborúra, de a labancok ehelyett Magyarországra vezényelték őket, hasonlóan porosz, bádeni és svájci alakulatokkal.
A dánok a kemény csata során nagy veszteséget szenvedtek a magyaroktól, viszont sikerült még megtépázva is eljutniuk Pozsonyba, ahová a parancsuk szólt. Ocskay egyazon napon támadta meg a gútai sáncok mögé húzódott labancokat is, de alig egy hét múlva Heister Hannibál Nárazdnál vereséget mért a kurucokra.

## Fordítás
Ez a szócikk részben vagy egészben  a   Battle of Biskupice című angol Wikipédia-szócikk fordításán alapul.  Az eredeti cikk szerkesztőit annak laptörténete sorolja fel. Ez a jelzés csupán a megfogalmazás eredetét és a szerzői jogokat jelzi, nem szolgál a cikkben szereplő információk forrásmegjelöléseként.